# Dissat
Dissat est un village de la Région du Littoral du Cameroun, situé dans la commune d'Édéa IIe. Situé à 44 km de Kopongo, on y accède sur la route qui lie Edéa à Kopongo puis vers Ngambe.

## Population et développement
En 1967, la population de Dissat était de 170 habitants. La population de Dissat était de 203 habitants dont 114 hommes et 89 femmes, lors du recensement de 2005. Elle est essentiellement composée de Bassa. 